# Афотична зона
Афотичната зона (от гръцки: ἀ + φωτός – „без светлина“) е частта вода от водоем (езеро или океан), до която не достига светлина. Формално се определя като дълбочината, отвъд която прониква по-малко от 1% слънчева светлина. Следователно, биолуминесценцията е единственият източник на светлина в тази зона. По-голямата част от храна в тази зона идва от потъващи мъртви организми към дъното на водоема от по-горните слоеве води. Афотичната зона е характерна за открито море, но може да присъства и в дълбоководни континентални водоеми, като например езерото Байкал.
Дълбочината на афотичната зона зависи от мътността на водата и сезона. Тя се намира под еуфотичната зона – най-горният слой вода на даден водоем, който е осветяван директно от слънчевата светлина. В сравнение с еуфотичната зона, афотичната е изключително бедна, както като биомаса, така и като биоразнообразие. Формите на живот са главно хищници и детритофаги. Все пак, през 2005 г. край бреговете на Мексико е открита зелена сярна бактерия в дълбоководните хидротермални общества, която е способна на фотосинтеза без слънчеви лъчи, усвоявайки слабото светене на други същества..
В зависимост от това как е дефинирана афотичната зона, тя може да започва на дълбочина от около 200 m и да се разпростира чак до океанското дъно. Температурите могат да варират грубо в граници от 0 °C до 6 °C. Необикновени и уникални организми обитават този простор от непрогледно тъмна вода, като например: гигантски калмари, морски дяволи, Vampyroteuthis infernalis и Saccopharyngiforms.
Афотичната зона допълнително може да се раздели на още зони: батиална зона, абисална зона и хадална зона. Батиалната се разпростира от 200 m до 2000 m, абисалната – от 2000 m до 6000 m, а хадалната от – 6000 m до океанското дъно. Организмите в тези зони са способни да живеят в пълен мрак.